# Uge
 Der er for få eller ingen kildehenvisninger i denne artikel, hvilket er et problem. Du kan hjælpe ved at angive troværdige kilder til de påstande, som fremføres i artiklen.

 For alternative betydninger, se Uge (by).
En uge er 7 dage eller døgn.
En sådan inddeling på 7 dage eller døgn har været anvendt i årtusinder. Allerede i Kaldæa, i det gamle Egypten og hos jøderne var en sådan tidsinddeling – helt uafhængig af året – taget i brug. Det er sandsynligt, at syvdagesugen har fungeret ubrudt lige siden trods alle kalenderreformer.
Syvdagesugens oprindelse er uvis, men hvis man inddeler måneden (den naturlige synodiske) i fire lige store dele, bliver hver på 7,38 døgn.
I Europa eksisterede der, før kristendommen blev udbredt, rundt omkring "uger" med andre antal dage, men den kristne kirke, der havde overtaget syvdagesugen fra jøderne, indførte ved sin fremtrængen denne overalt.

## Ugens dage
I Danmark er mandag ugens første dag og søndag den sidste, siden 1. januar 1973 i overensstemmelse med ISO 8601. I enkelte andre lande starter ugen med søndag og slutter med lørdag. De to sidste ugedage, lørdag og søndag, kaldes også weekend.

### Ugedage
1. Mandag
2. Tirsdag
3. Onsdag
4. Torsdag
5. Fredag
6. Lørdag
7. Søndag

Mandag betyder månens dag, tirsdag betyder Tyrsdag, onsdag betyder Odins dag, torsdag betyder Thors dag, fredag betyder Frejas og Friggs dag, lørdag betyder vaskedag (laugardag), og søndag betyder solens dag.

## Ugenummerering
I dag, søndag 17. august 2025, ligger i uge 33 ifølge ISO 8601, som er benyttet i Danmark.
Ugerne nummereres fortløbende gennem året.
I det danske kalendersystem defineres den første uge i et år som den første uge, der indeholder mindst fire dage af det nye år. Det er således den uge, der indeholder den første torsdag i året, da torsdag er midterste ugedag og ugen starter på en mandag. Et ugenummer omfatter altid syv dage.
Sædvanligvis bliver der 52 uger på et år, men da 52 gange 7 kun er 364, kan det forekomme at der er 53. Uge 1 er den første uge, som indeholder mindst 4 dage af det nye år. Derfor forekommer uge 53 i de år, hvor næste års logiske uge 1 indeholder færre end 4 dage af det nye år. Uge 1 vil altså altid indeholde den 1. torsdag i det nye år. Når 1. januar falder på en torsdag, vil året have 53 uger; det sker desuden i skudår hvor 1. januar falder på en onsdag.
Uge 1 kan starte i det foregående år, og uge 52 eller 53 kan gå ind i det efterfølgende år, når 1. januar ikke falder på en mandag; men dette gælder for europæisk ugenummerering.
Efter amerikansk ugenummerering kan et ugenummer ikke gå hen over nytåret. Et år kan slutte med et ugenummer, der har færre end 7 dage, og i disse tilfælde starter det nye år med nogle dage, der har ugenummer 0. Dette ugenummer anvendes aldrig i europæisk ugenummering.
I nogle andre lande er onsdag midterste ugedag, fordi ugen starter med søndag. Det kan give problemer i de år, hvor der er forskel i ugenummereringen mellem de to kalendersystemer. Især når der skal planlægges arrangementer på tværs af landegrænser og med it-systemer, der benytter ugenummerering. Og især i forhold til amerikansk ugenummering som anvendt i USA.
I Danmark indførtes nummerering af ugerne mandag d. 1. januar 1973. Samtidig ændredes ugens første dag fra søndag til mandag.
| Uge | Begynder tidligst | Slutter tidligst | Begynder senest | Slutter senest |
| --- | ----------------- | ---------------- | --------------- | -------------- |
| 1   | 29. december      | 4. januar        | 4. januar       | 10. januar     |
| 2   | 5. januar         | 11. januar       | 11. januar      | 17. januar     |
| 3   | 12. januar        | 18. januar       | 18. januar      | 24. januar     |
| 4   | 19. januar        | 25. januar       | 25. januar      | 31. januar     |
| 5   | 26. januar        | 1. februar       | 1. februar      | 7. februar     |
| 6   | 2. februar        | 8. februar       | 8. februar      | 14. februar    |
| 7   | 9. februar        | 15. februar      | 15. februar     | 21. februar    |
| 8   | 16. februar       | 22. februar      | 22. februar     | 28. februar    |
| 9   | 23. februar       | 29. februar      | 1. marts        | 7. marts       |
| 10  | 1. marts          | 7. marts         | 8. marts        | 14. marts      |
| 11  | 8. marts          | 14. marts        | 15. marts       | 21. marts      |
| 12  | 15. marts         | 21. marts        | 22. marts       | 28. marts      |
| 13  | 22. marts         | 28. marts        | 29. marts       | 4. april       |
| 14  | 29. marts         | 4. april         | 5. april        | 11. april      |
| 15  | 5. april          | 11. april        | 12. april       | 18. april      |
| 16  | 12. april         | 18. april        | 19. april       | 25. april      |
| 17  | 19. april         | 25. april        | 26. april       | 2. maj         |
| 18  | 26. april         | 2. maj           | 3. maj          | 9. maj         |
| 19  | 3. maj            | 9. maj           | 10. maj         | 16. maj        |
| 20  | 10. maj           | 16. maj          | 17. maj         | 23. maj        |
| 21  | 17. maj           | 23. maj          | 24. maj         | 30. maj        |
| 22  | 24. maj           | 30. maj          | 31. maj         | 6. juni        |
| 23  | 31. maj           | 6. juni          | 7. juni         | 13. juni       |
| 24  | 7. juni           | 13. juni         | 14. juni        | 20. juni       |
| 25  | 14. juni          | 20. juni         | 21. juni        | 27. juni       |
| 26  | 21. juni          | 27. juni         | 28. juni        | 4. juli        |
| 27  | 28. juni          | 4. juli          | 5. juli         | 11. juli       |
| 28  | 5. juli           | 11. juli         | 12. juli        | 18. juli       |
| 29  | 12. juli          | 18. juli         | 19. juli        | 25. juli       |
| 30  | 19. juli          | 25. juli         | 26. juli        | 1. august      |
| 31  | 26. juli          | 1. august        | 2. august       | 8. august      |
| 32  | 2. august         | 8. august        | 9. august       | 15. august     |
| 33  | 9. august         | 15. august       | 16. august      | 22. august     |
| 34  | 16. august        | 22. august       | 23. august      | 29. august     |
| 35  | 23. august        | 29. august       | 30. august      | 5. september   |
| 36  | 30. august        | 5. september     | 6. september    | 12. september  |
| 37  | 6. september      | 12. september    | 13. september   | 19. september  |
| 38  | 13. september     | 19. september    | 20. september   | 26. september  |
| 39  | 20. september     | 26. september    | 27. september   | 3. oktober     |
| 40  | 27. september     | 3. oktober       | 4. oktober      | 10. oktober    |
| 41  | 4. oktober        | 10. oktober      | 11. oktober     | 17. oktober    |
| 42  | 11. oktober       | 17. oktober      | 18. oktober     | 24. oktober    |
| 43  | 18. oktober       | 24. oktober      | 25. oktober     | 31. oktober    |
| 44  | 25. oktober       | 31. oktober      | 1. november     | 7. november    |
| 45  | 1. november       | 7. november      | 8. november     | 14. november   |
| 46  | 8. november       | 14. november     | 15. november    | 21. november   |
| 47  | 15. november      | 21. november     | 22. november    | 28. november   |
| 48  | 22. november      | 28. november     | 29. november    | 5. december    |
| 49  | 29. november      | 5. december      | 6. december     | 12. december   |
| 50  | 6. december       | 12. december     | 13. december    | 19. december   |
| 51  | 13. december      | 19. december     | 20. december    | 26. december   |
| 52  | 20. december      | 26. december     | 27. december    | 2. januar      |
| 53  | 27. december      | 2. januar        | 28. december    | 3. januar      |

### Et  års første ugenummer
| Årets første ugedag | Skudår året før? | Årets første ugenummer |
| ------------------- | ---------------- | ---------------------- |
| Mandag              |                  | 1                      |
| Tirsdag             |                  | 1                      |
| Onsdag              |                  | 1                      |
| Torsdag             |                  | 1                      |
| Fredag              |                  | 53                     |
| Lørdag              | nej              | 52                     |
| Lørdag              | ja               | 53                     |
| Søndag              |                  | 52                     |